# 烏尾阿南魚
烏尾阿南魚，又稱尾斑阿南魚，為輻鰭魚綱鱸形目隆頭魚亞目隆頭魚科的其中一種。

## 分布
本魚分布於太平洋區，包括日本、中國、台灣、泰國、新幾內亞、馬紹爾群島、帛琉、澳洲、東加、復活節島、法屬波里尼西亞、吉里巴斯、薩摩亞群島等海域。

## 深度
水深15至40m。

## 特徵
本魚體側扁，吻略突出。幼魚黑色，散佈不規則的白色斑紋；日漸成長後，雌魚體黑，佈滿白色斑點，雄魚則在體側中央具黃色區域。尾鰭圓形，前黃後黑。本種與北斗阿南魚的雌性相似，但後者的尾鰭為黃色。背鰭硬棘9枚、背其軟條12枚、臀鰭硬棘3枚、臀鰭軟條12。體長可達12cm。

## 生態
本魚棲息於珊瑚礁及沙礫底質的混合區，夜晚潛沙而眠，屬肉食性，以小型底棲動物為主，具性轉變。

## 經濟利用
可以食用，清蒸、紅燒均可，也可做觀賞魚。